# Фабрика звёзд (Украина)
«Фабрика звёзд» (укр. Фабрика зірок) — украинский телевизионный проект и по совместительству реалити-шоу. Транслировался на Новом канале с 7 октября 2007 года по 23 мая 2010 года.

## История
«Фабрика звёзд» — аналог телевизионного проекта телекомпании «Endemol» «Академия звёзд» (англ. Star Academy). Идея этого проекта принадлежит испанской компании «Getmusic», которая является филиалом «Endemol». Однако первой страной, начавшей трансляцию проекта 20 октября 2001 года, стала Франция. Через два дня после того, как программа вышла во Франции, шоу под названием «Операция "Триумф"» (исп. Operación Triunfo) вышло на экраны Испании.
Концепция этого реалити-шоу настолько пришлась по душе зрителям, что свои «Академии звёзд» открыли около 50 государств. Причём проект одинаково популярен в таких разных странах, как, например, арабские и европейские государства, США и Индия. В России «Фабрика звёзд» вышла впервые в 2002 году.
На Украине проект «Фабрика звёзд» стартовал впервые летом 2007 года, на «Новом канале», а продюсером выступила Алла Липовецкая.

## Правила
В каких бы странах ни показывали проект «Фабрика звёзд», его главная идея остаётся неизменной. Требования к претендентам довольно просты: возраст от 16 до 30 лет и яркая индивидуальность.
Шеф-редактор украинской «Фабрики звёзд» Алексей Семёнов считает:
Нужна харизма. Главное, чтобы человек был артистичен, не похож на других.
Психолог-консультант Вадим Колесников, который участвовал в отборе участников на «Фабрику звёзд-1», приводит другое условие:
Преимущество будет предоставляться не просто ярким и людям, которые запоминаются, а тем, у кого, к тому же, есть большой потенциал, который позволит им меняться, развиваться.
По условиям шоу, участники должны работать над собой, совершенствоваться. Поэтому участником может стать тот, у кого есть большой внутренний резерв. Для того чтобы выявить таких людей, конечно же, существуют специальные психологические задачи и упражнения. После такого тщательного отбора из всех кандидатов останутся только 16 человек. Именно эти 8 юношей и 8 девушек и заселяются в «звёздный дом». Там они ежедневно совершенствуют свой голос, фигуру и пластику. Еженедельно преподавателями отбирается тройка самых слабых учеников.
После гала-концерта зрители могут проголосовать за того кандидата на вылет, что, по их мнению, должен остаться. Второго слабого ученика спасают сами «фабриканты». «Аутсайдеру», за которого не захотят заступиться ни зрители, ни участники шоу, приходится покидать проект.
В финале останутся мало «фабрикантов». Из них выбирают одного-пятерых победителей.

## Фабрика звёзд 1

### Продюсер
- Юрий Никитин (председатель музыкального общества Mamamusic)

### Ведущие
- Василиса Фролова
- Андрей Доманский

### Участники
- Ольга Цыбульская и Александр Бодянский (группа «Опасные связи») — победитель
- Кристина Ким
- Виталий Бондаренко
- Даша Астафьева
- Юлия Борзая
- Евгений Толочный
- Дмитрий Каднай
- Катя Веласкес
- Александр Ильчишин
- Виталий Яровой
- Элизабет Анум-Дорхусо
- Женя Мильковский
- Даша Коломиец
- Тарас Черниенко
- Арина Домски

### Победители
- 1 место — Ольга Цибульская, Александр Бодянский
- 2 место — Кристина Ким
- 3 место — Виталий Бондаренко

## Фабрика звёзд 2

### Продюсер
- Наталья Могилевская (Talant Music)

### Ведущий
- Дмитрий Шепелев

### Участники
1. Владимир Дантес — победитель — 20 лет, бармен, монтажник
2. Вадим Олейник — победитель — 20 лет, продавец, мерчендайзер
3. Борис Апрель — финалист — 18 лет, модель, диджей в клубах
4. Алиса Тарабарова — финалист — 21 год, певица
5. Влад Дарвин — финалист — 25 лет, фотокорреспондент
6. Регина Тодоренко  — финалист — 18 лет, украинская телеведущая, певица
7. Макс Барских — выбыл по желанию — 19 лет, модель
8. Елена Виноградова — 24 года, артистка шоу-балета
9. Кара Кай — 27 лет, администратор
10. Марк Савин — 25 лет, вокалист
11. Анастасия Востокова — 22 года, ведущая
12. Анна Мухина — 24 года, вокалистка ансамбля
13. Кира Шайтанова — 22 года, студентка
14. Лина Мицуки — 23 года, переводчик
15. Гурген — 31 год, диджей в клубах
16. Денис Деканин — 24 года, продавец, водитель

### Победители
- 1 место — Владимир Дантес и Вадим Олейник (ДиО.фильмы)
- 2 место — Алиса Тарабарова
- 3 место — Борис Апрель

## Фабрика звёзд 3

### Продюсер
- Константин Меладзе (Velvet music)

### Ведущие
- Андрей Доманский
- Маша Ефросинина

### Жюри
- Сергей Кузин
- Дима Коляденко
- Ирина Лысенко
- Валентин Коваль

### Участники
1. Стас Шуринс — победитель — 22 года, артист, композитор
2. Алексей Матиас — финалист — 23 года, дизайнер
3. Коля Серга — финалист — 22 года, частный предприниматель
4. Братья Борисенко — финалисты — 20 лет, артисты, ведущие
5. Ева Бушмина (Яна Швец) — финалист — 22 года, телеведущая
6. Эрика (Настя Кочетова) — финалист — 22 года, офис-менеджер
7. Абдулла Сабрина — финалист — 21 год, вокалист
8. Ирина Крестинина — финалист — 27 лет, бэк-вокалистка
9. Татьяна Воржева — 23 года, модель, телеведущая
10. Вася Нагирняк — 20 лет, учитель танцев
11. Артем Мех — 21 год, вокалист
12. Анастасия Плис — 23 года, ведущая концертов
13. Виталий Чирва — 23 года, вокалист
14. Санта Димопулос — 24 года, модель, телеведущая, преподаватель танцев
15. Андрей Филипов — 25 лет, архитектор
16. Алина Астровская — 22 года, модель
17. Паша Ли — 20 лет, актер

### Победители
- 1 место — Стас Шуринс
- 2 место — Алексей Матиас
- 3 место — Коля Серга

## Фабрика звёзд. Суперфинал.

### Продюсеры
- Константин Меладзе
- Наталья Могилевская

### Ведущие
- Андрей Доманский
- Маша Ефросинина
- Александр Педан
- Сергей Притула

### Жюри
- Наталья Могилевская
- Константин Меладзе
- Приглашенный гость (Ирина Лысенко, Сергей Кузин, Дима Коляденко, Ани Лорак, Алан Бадоев, Светлана Лобода, Маша Ефросинина, Андрей Доманский, Верка Сердючка, Тина Кароль, Лайма Вайкуле, Нина Матвиенко, Филипп Киркоров и другие).

### Участники
1. Алексей Матиас — 23 года, дизайнер
2. Эрика — финалист — 22 года, офис-менеджер
3. Дмитрий Каднай — финалист —  20 лет, певец
4. Владимир Дантес — 23 года, бармен, монтажник
5. Стас Шуринс (Шурин) — 21 год, артист, композитор
6. братья Борисенко — 19 лет, певцы, телеведущие
7. Алиса Тарабарова — 21 год, пи-джей в клубах
8. Коля Серга — 22 года, частный предприниматель
9. Макс Барских — 21 год, певец
10. Борис Апрель — 21 год, певец
11. Вадим Олейник — 23 года, продавец, промоутер
12. Ольга Цибульская — телеведущая
13. Регина — 21 год, работает в детской музыкальной школе
14. Ева Бушмина — выбыла по желанию — 22 года, телеведущая
15. Элизабет
16. Виталий Галай

### Победители
- 1 место — Алексей Матиас
- 2 место — Эрика
- 3 место — Дмитрий Каднай

## Фабрика звёзд 4

### Продюсер
- Сергей Кузин (Русское Радио Украина)
- Саунд-продюсер Геннадий Пугачев

### Режиссёр-постановщик
- Елена Коляденко
- Татьяна Хижняк

### Ведущие
- Эрика
- Александр Педан

### Жюри
- Маша Ефросинина
- Ирина Билык
- Алёна Мозговая (в 6 эфире Дима Коляденко)
- Виталий Дроздов

### Участники
- 1. Юлия Руднева (Жуганова), 26 лет, 1 номинация, I место — победитель
- 2. Евгений Белозёров, 20 лет, 3 номинации, II место
- 3. Соня (София Сухорукова), 19 лет, 0 номинаций, III место
- 4. Даша Дорис (Легейда), 18 лет, 1 номинация (была спасена правом Вето)
- 5. Сергей Климентьев, 24 года, 2 номинации (был возвращен в проект голосованием фанатов)
- 6. Антон Климик, 18 лет, 1 номинация
- 7. Ксения Ланова (Шакланова), 19 лет, 1 номинация
- 8. Павел Воронец (Захарчук), 21 год, 1 номинация
- 9. Снежана Фирсова, 18 лет, 3 номинации
- 10. Юрий Ключник, 24 года, 1 номинация
- 11. Миша Соколовский, 16 лет, 2 номинации
- 12. Паулина (Дмитренко), 27 лет, 1 номинация
- 13. Денис Любимов (Тетерев), 22 года, 2 номинации
- 14. Анна Волошина (Волошанина), 23 года, 1 номинация
- 15. Маша Гойя (Марина Шаповалова), 23 года, 1 номинация
- 16. Дима Каминский, 25 лет, 1 номинация

### Победители
- 1 Юлия Руднева
- 2 Евгений Белозеров
- 3 Соня

## Фабрика звёзд. Украина — Россия.

### Продюсеры
- Константин Меладзе (Украина)
- Наталья Могилевская (Украина)
- Игорь Матвиенко (Россия)
- Игорь Крутой (Россия)

### Ведущие
- Яна Чурикова (ведущая всех ФЗ в РФ)
- Дмитрий Шепелев (ведущий ФЗ-2 на Украине)

### Победители
Победителем шоу стала сборная России. В первом раунде (собственный хит) победила Украина, во втором раунде (ретро-хит) победила Россия, в третьем (звездные дуэты) и четвёртом (мировой хит) раунде победила РФ. Таким образом, Россия выиграла в шоу со счётом 3:1.

### Жюри
- Таисия Повалий (певица из Украины)
- Юрий Никитин (продюсер ФЗ-1)
- Любовь Казарновская (оперная певица из России)
- Виктор Дробыш (продюсер ФЗ-6 и ФЗ-8)
- Нина Савицкая (педагог по вокалу ФЗ-1 - ФЗ-8)

### Участники
- Стас Шуринс, УФЗ-3 (2 победы)
- ДиО.фильмы, УФЗ-2 (3 победы)
- Ева Бушмина, УФЗ-3 (0 побед)
- Эрика, УФЗ-3 (1 победа)
- Макс Барских, УФЗ-2 (2 победы)
- Полина Гагарина, РФЗ-2  (3 победы)
- Влад Соколовский, РФЗ-7 (1 победа)
- Виктория Дайнеко, РФЗ-5 (2 победы)
- Доминик Джокер, РФЗ-4 (4 победы)
- Дмитрий Колдун, РФЗ-6 (2 победы)

## Педагоги
- Муз. продюсер: Константин Меладзе, Наталья Могилевская, Юрий Никитин, Сергей Кузин
- Вокал: Елена Гребенюк, Наталья Ефименко, Ольга Нека, Айна Вильберг
- Хореография: Елена Коляденко — хореограф-постановщик, руководитель балета «FreeDom», Максим Пасюк, руководитель балета «Любовники».
- Мастерство актера: Роман Виктюк — культовый режиссёр, актер, сценарист.
- Фитнес: Лилия Подкопаева — абсолютная чемпионка Европы, мира и Олимпийских игр по спортивной гимнастике.
- Стилисты: Лилия Литковская.
- Режиссёр-постановщик: Макс Паперник, Елена Коляденко, Олег Боднарчук, Алан Бадоев
- Психолог: Вадим Колесников.

## Деятельность после конкурса
| Сезон | Участник                  | Деятельность                                                                |
| ----- | ------------------------- | --------------------------------------------------------------------------- |
| 1     | Ольга Цибульская          | - Телеведущая канала M1 - Певица                                            |
| 1     | Виталий Бондаренко        | - Певец под псевдонимом Виталий Галай                                       |
| 1     | Даша Астафьева            | - Солистка группы NikitA - Модель журнала Playboy                           |
| 1     | Евгений Толочный          | - Солист группы Скрябин                                                     |
| 1     | Дмитрий Каднай            | - Солист группы KADNAY                                                      |
| 1     | Даша Коломиец             | - Телеведущая канала M1 - Телеведущая канала Новый                          |
| 1     | Элизабет Анум-Дорхусо     | - Певица под псевдонимом БигБэта - Бэк-вокалистка певицы Бьянки             |
| 1     | Женя Мильковский          | - Солист группы Нервы                                                       |
| 2     | Владимир Дантес           | - Экс-солист группы ДиоФильмы - Ведущий телеканала Пятница! - Певец, шоумен |
| 2     | Вадим Олейник             | - Экс-солист группы ДиоФильмы - Певец под псевдонимом Oleynik               |
| 2     | Борис Апрель              | - Певец                                                                     |
| 2     | Алиса Тарабарова          | - Экс-солистка группы Real O - Певица Светлана Тарабарова                   |
| 2     | Влад Дарвин               | - Композитор - Певец                                                        |
| 2     | Регина Тодоренко          | - Экс-солистка группы Real O - Певица - Ведущая программы Орёл и Решка      |
| 2     | Макс Барских              | - Певец - Певец под псевдонимом Mickolai - Автор песен                      |
| 2     | Елена Виноградова (Чирва) | - Экс-солистка группы Real O - Хореограф                                    |
| 2     | Анастасия Востокова       | - Солистка группы Real O                                                    |
| 2     | Лина Мицуки               | - Солистка группы Real O - Певица                                           |
| 3     | Стас Шуринс               | - Певец                                                                     |
| 3     | Алексей Матиас            | - Певец                                                                     |
| 3     | Коля Серга                | - Солист группы The Коля - Бывший ведущий программы Орёл и Решка            |
| 3     | братья Борисенко          | - Солисты группы BRO                                                        |
| 3     | Ева Бушмина               | - Певица под псевдонимом Layah - Экс-солистка группы ВИА Гра                |
| 3     | Эрика                     | - Певица под псевдонимом MamaRika                                           |
| 3     | Татьяна Воржева           | - Певица - Солистка группы Real O                                           |
| 3     | Алина Астровская          | - Автор песен - Экс-солистка группы Real O                                  |
| 3     | Вася Нагирняк             | - Певец - Экс-солист группы Нереальные                                      |
| 3     | Артем Мех                 | - Певец - Экс-солист группы ПараНормальных                                  |
| 3     | Анастасия Плис            | - Певица                                                                    |
| 3     | Виталий Чирва             | - Певец                                                                     |
| 3     | Санта Димопулос           | - Певица - Солистка группы Queens - Экс-солистка группы ВИА Гра             |
| 3     | Любовь Юнак               | - Солистка группы Лавика                                                    |
| 4     | Юлия Руднева              | - Певица под псевдонимом Uli Rud                                            |
| 4     | Евгений Белозеров         | - Певец - Видеоблогер                                                       |
| 4     | Соня Сухорукова           | - Певица под псевдонимом Sonya - Солистка группы The Erised                 |
| 4     | Паулина                   | - Певица                                                                    |
| 4     | Денис Любимов             | - Певец                                                                     |
| 4     | Маша Гойя                 | - Певица                                                                    |

## Группы
- Опасные связи† (Ольга Цибульская и Александр Бодянский)
- Сахар† (Виталий Галай и Евгений Толочный)
- NikitA (Даша Астафьева)
- ДиО.фильмы† (Дантес&Олейник)
- REAL О (участницы: Регина Тодоренко, Алина Астровская, Яна Соломко, Лина Мицуки)
- Братья Борисенко (Владимир и Александр)
- Лавика (Люба Юнак)
- The Коля (Коля Серга)
- KADNAY (Дмитрий Каднай)
- Нервы(Женя Мильковский)
- Пара Нормальных† (Артём Мех)
  - † — группа распалась